# روزماري دوبسون
روزماري دوبسون (بالإنجليزية: Rosemary Dobson)‏ هي كاتِبة وشاعرة أسترالية، ولدت في 18 يونيو 1920 في سيدني في أستراليا، وتوفيت في 27 يونيو 2012 في كانبرا في أستراليا.

## وصلات خارجية
- روزماري دوبسون على موقع ديسكوغز (الإنجليزية)